# 今是街道
今是街道，是中华人民共和国河南省驻马店市新蔡县下辖的一个乡镇级行政单位。

## 行政区划
今是街道下辖以下地区：
十里铺村、黎庙村、前楼村、平铺村、黄店村、耿楼村、余庄村和宋圈村。